# Богомолов, Константин Иванович
Константин Иванович Богомолов (1897—1969) — сержант Рабоче-крестьянской Красной Армии, участник Великой Отечественной войны, Герой Советского Союза (1943).

## Биография
Родился 5 марта 1897 года в селе Каменка (ныне — Октябрьский район Оренбургской области) в крестьянской семье.
Получил начальное образование, работал управляющим отделением совхоза «Россия» того же района.
В 1942 году был призван на службу в Рабоче-крестьянскую Красную Армию. С апреля того же года — на фронтах Великой Отечественной войны, участвовал в боях на Воронежском и 1-м Украинском фронтах. Принимал участие в Курской битве, освобождении Украины. За время боёв шесть раз был ранен. К сентябрю 1943 года сержант Константин Богомолов командовал пулемётным отделением мотострелкового батальона 69-й механизированной бригады 9-го механизированного корпуса 3-й гвардейской танковой армии Воронежского фронта. Отличился во время битвы за Днепр.
22 сентября 1943 года Богомолов первым в своём батальоне форсировал Днепр и пулемётным огнём обеспечил успешную его переправу. В ходе боёв за расширение захваченного плацдарма и освобождение села Луковица Каневского района Черкасской области Украинской ССР лично уничтожил несколько вражеских солдат и офицеров. Во время боя за село Григоровка того же района отделение Богомолова уничтожило несколько десятков солдат и офицеров противника, а также подавило три вражеские огневые точки. В этом бою Богомолов получил тяжёлое ранение, но поля боя не покинул и продолжил выполнение своей задачи.
Указом Президиума Верховного Совета СССР от 17 ноября 1943 года за «образцовое выполнение боевых заданий командования на фронте борьбы с немецко-фашистскими захватчиками и проявленные при этом мужество и героизм» сержант Константин Богомолов был удостоен высокого звания Героя Советского Союза с вручением ордена Ленина и медали «Золотая Звезда» за номером 3226.
После излечения по состоянию здоровья Богомолов служил в запасном полку. В 1945 году вступил в ВКП(б). После окончания войны был демобилизован.
Вернулся на родину, работал там же, где и до войны, умер 22 июня 1969 года.
Был также награждён орденом Красной Звезды и рядом медалей.